# Somebody Someone
Somebody Someone è un singolo promozionale del gruppo musicale statunitense Korn, estratto dal quarto album in studio Issues e pubblicato nel 2000.

## Video musicale
Per esso è stato realizzato un videoclip, diretto da Martin Weisz, nel quale il gruppo suonava in uno scantinato.

## Tracce
1. Somebody Someone (Clean Version) – 3:47
2. Somebody Someone (Album Version) – 3:47

## Formazione
Gruppo
- Jonathan Davis – voce, cornamusa, programmazione aggiuntiva loop di batteria
- Fieldy – basso, programmazione aggiuntiva loop di batteria
- Munky – chitarra
- Head – chitarra
- David Silveria – batteria

Altri musicisti
- Jeffy Lube – programmazione aggiuntiva loop di batteria

Produzione
- Brendan O'Brien – produzione, missaggio
- Nick Didia – registrazione
- Tobias Miller – ingegneria ed editing aggiuntivi
- Andrew Garver – editing digitale
- Bryan Cook, Ryan Williams, Karl Egsieker – assistenza tecnica
- Stephen Marcussen – mastering

## Classifiche
| Classifica (2000)             | Posizione massima |
| ----------------------------- | ----------------- |
| Stati Uniti (alternative)     | 23                |
| Stati Uniti (mainstream rock) | 23                |